# Нагаи, Итиро
Итиро Нагаи (яп. 永井 一郎 Нагаи Итиро:, 10 мая 1931, префектура Осака — 27 января 2014) — японский сэйю.

## Биография
Нагаи окончил литературный факультет университета Киото, после чего избрал театральную стезю. Свою карьеру он начал в театральной трупе Санкикай. После этого он работал в Tokyo Actor's Consumer's Cooperative Society, Dojinsha production, TAP и в итоге оказался в Aoni Production. Нагаи показал себя как на сцене, так и в дублировании западного кинематографа. Но наиболее значимой частью его карьеры было аниме. Этот актер стоял у самых истоков японской анимации, озвучив вышедший еще в 1963 году Ookami Shounen Ken и первую версию Astro Boy. За свою карьеру он озвучил множество мужских персонажей средних лет. И его голос можно услышать во множестве шедевров, таких как Space Battleship Yamato и Urusei Yatsura. Можно с уверенностью сказать, что каждый зритель хоть раз где-то слышал голос этого актера. Нагаи скончался 27 января 2014 года от ишемической болезни сердца.

## Позиции в Гран-при журналаAnimage
- 1980 год — 12-е место в Гран-при журнала Animage в номинации на лучшего мужчину-сэйю[2];
- 1981 год — 14-е место в Гран-при журнала Animage в номинации на лучшего мужчину-сэйю[3];
- 1982 год — 10-е место в Гран-при журнала Animage в номинации на лучшего мужчину-сэйю[4];
- 1983 год — 14-е место в Гран-при журнала Animage в номинации на лучшего мужчину-сэйю[5];
- 1985 год — 19-е место в Гран-при журнала Animage в номинации на лучшего мужчину-сэйю[6];
- 1986 год — 19-е место в Гран-при журнала Animage в номинации на лучшего мужчину-сэйю[7];
- 1987 год — 16-е место в Гран-при журнала Animage в номинации на лучшего мужчину-сэйю[8];
- 1990 год — 15-е место в Гран-при журнала Animage в номинации на лучшего мужчину-сэйю[9];
- 1991 год — 18-е место в Гран-при журнала Animage в номинации на лучшего мужчину-сэйю[10].

## Роли в аниме
1962
- Arabian Nights: Sindbad no Bouken — Король Ахмад

1964
- Big X — Доктор Ханамару

1968
- Щелкунчик Китаро (ТВ-1) — Конакидзидзи
- Сказки Андерсена - Фильм — Генрих
- Киборг 009 (ТВ-1) — Чань Чаньцоу / 006

1969
- Ninpuu Kamui Gaiden — Росо

1970
- Ashita no Joe — Судья

1971
- Doubutsu Takarajima — Старший пират
- Малышка Эцуко Сарутоби — Бук
- Apache Yakyugun — Староста
- Люпен III (ТВ) — Хозяин Гоэмона (эп. 7) / Шеф полиции (эп. 15)

1972
- Человек-дьявол (ТВ) — Альфонс

1973
- Yama Nezumi Rocky Chuck — Петер
- Panda no Daiboken — Тигр
- Мазингер Зет против Человека-дьявола — Альфонс

1974
- Hoshi no Ko Chobin — Акабэ
- Космический крейсер Ямато (ТВ-1) — Сакэдзо Садо / Хикодзаэмон Токугава

1975
- Flanders no Inu (ТВ) — Ноэль
- Принцесса подводного царства — Свистун
- Пчелка Майя (ТВ-1) — Филипп

1976
- 3000 лиг в поисках матери (ТВ) — Пеппино
- Machine Hayabusa — Хакасэ

1977
- Енот по имени Раскал — Турман
- Космический крейсер Ямато (фильм первый) — Сакэдзо Садо
- Wakakusa no Charlotte — Дедушка
- Jouo Heika no Petite Ange — Джексон
- Seaton Doubutsuki — Роки

1978
- История Перрин (ТВ) — Старик Симон
- Конан - мальчик из будущего (ТВ) — Капитан Дайс
- Космический крейсер Ямато (фильм второй) — Хикодзаэмон Токугава / Сакэдзо Садо
- Космический крейсер Ямато (ТВ-2) — Доктор Сакэдзо Садо

1979
- Мобильный воин ГАНДАМ — Голос за кадром
- Tondemo Nezumi Daikatsuyaku — Доророн
- Конан - мальчик из будущего (фильм 1979) — Капитан Дайс
- Люпен III: Замок Калиостро (фильм второй) — Дзёдо

1980
- Приключения Тома Сойера — Профессор Доббинс
- Синяя птица — Чиро
- Двенадцать месяцев — Профессор
- 3000 лиг в поисках матери - Фильм — Пеппино
- Marine Snow no Densetsu — Профессор Оки
- Фумун — Нотариан

1981
- Флона на чудесном острове — Мортон
- Юнико — Ками-сама
- Королева Тысячелетия (ТВ) — Профессор Амамори
- Yuki — Дедушка
- Jarinko Chie — Котэцу
- Несносные пришельцы (ТВ) — Шерри

1982
- Королева Тысячелетия - Фильм — Профессор Амамори
- Boku Pataliro! — Босс

1983
- Несносные пришельцы: Только ты (фильм #1) — Шерри
- Хармагеддон - Фильм — Замби

1984
- Несносные пришельцы: Прекрасная мечтательница (фильм #2) — Шерри
- Shounen Keniya — Фон Гельсен
- Конан - мальчик из будущего (фильм 1984) — Капитан Дайс
- Навсикая из Долины Ветров — Мито
- Кулак Северной Звезды (ТВ-1) — Хабу
- Человек-линза (ТВ) — Ментор

1985
- Несносные пришельцы: Помни мою любовь (фильм #3) — Шерри
- Кинжал Камуи — Сёдзан Андо
- Несносные пришельцы OVA — Шерри
- Щелкунчик Китаро (ТВ-3/1985) — Конакидзидзи
- D - охотник на вампиров — Левая Рука
- Щелкунчик Китаро - Фильм (1985) — Конакидзидзи

1986
- Искатели приключений в космосе — Гал
- Несносные пришельцы: Лам навсегда (фильм #4) — Шерри
- Драгонболл (ТВ) — Карин-сама / Цуру-сэннин
- Neo Heroic Fantasia Arion — Ликаон
- Щелкунчик Китаро - Фильм (1986, весна) — Конакидзидзи
- Необыкновенная схватка — Доктор Мия
- Щелкунчик Китаро - Фильм (1986, лето) — Конакидзидзи
- Виндария — Пилар
- Сага об Амоне — Мабо
- Город любви — Рай Ро Чин
- Небесный замок Лапута — Генерал
- Щелкунчик Китаро - Фильм (1986, зима) — Конакидзидзи

1987
- Mugen Shinshi: Bouken Katsugeki Hen — Доктор Томино
- Город чудищ — Джузеппо
- Черная магия М-66 — Доктор Мэтью
- TWD Express Rolling Takeoff — Барон Годам
- Хрустальный треугольник — Кукай
- 80 дней вокруг света с Вилли Фогом — Инспектор Диск

1988
- Несносные пришельцы: Последняя глава (фильм #5) — Шерри
- Kidou Senshi SD Gundam — Голос за кадром
- Доминион: Танковая полиция — Шеф
- Драгонболл: Фильм третий — Карин-сама / Цуру-сэннин
- Легенда о героях Галактики OVA-1 — Томас фон Штокхаузен
- Синдзюку - город-ад — Мастер Лаи
- Бронебойщик Меллоулинк — Догман
- Однофунтовое Евангелие — Тренер Мукайда

1989
- Герои пяти планет — Великий герцог Джуба
- Девичья Сила OVA-3 — Доминов
- Ранма 1/2 (ТВ) — Хаппосай
- Городской охотник (фильм первый) — Клаус
- Голубоглазая Соннет — Доктор Мерекес
- Долгих лет жизни, предки! — Голос за кадром
- Бао: Посетитель — Доктор Касуминомэ
- Явара! (ТВ) — Дзигоро Инокума
- Тимпуй (ТВ) — Гокакуй
- Девичья Сила OVA-4 — Доминов
- Hi-Speed Jecy — Лу Бисмарк

1990
- Maroko — Голос за кадром
- Летопись войн острова Лодосс OVA — Голос за кадром

1991
- Огненная птица — Доктор Амано
- Wizardry — Юдза
- Burn Up! — Такэда
- Драгонболл Зет: Фильм пятый — Карин
- Kyoufu Shinbun — Тохо-дайси
- Несносные пришельцы: Навсегда моя любимая (фильм #6) — Шерри
- Ранма 1/2 (фильм первый) — Хаппосай

1992
- Мама-четвероклассница — Эдзи-сан
- Ранма 1/2 (фильм второй) — Хаппосай
- Универсальная современная девушка-кошка OVA-1 — Мисима Тайдзэн (эп. 3)

1993
- Unkai no Meikyuu Zeguy — Гэннай Хирага
- Манускрипт ниндзя — Додзин
- The Cockpit — Кодаи

1994
- Haou Taikei Ryuu Knight — Надзи
- Заклинатель Кудзяку OVA-2 — Дзику Акария

1995
- Totsuzen! Neko no Kuni Banipal Witt — Хэногэ

1996
- Мобильный воин ГАНДАМ: Восьмой взвод МС - OVA — Гидан Никерд

1998
- Мобильный воин ГАНДАМ: Восьмой взвод МС - Фильм — Гидан Никерд
- Мастер Китон (ТВ) — Тахэй Хирага
- Едок 98 — Тетто / Староста

1999
- Мастер Китон OVA — Тахэй Хирага

2000
- Первый шаг (ТВ-1) — Гэнкпати Нэкота
- Grandeek Gaiden — Грандик

2001
- Детектив Конан (фильм 05) — Хосуи Исараги
- D: Жажда крови — Левая Рука
- Kikaider 01 — Аббат Футэн

2002
- Почти человек — Джамдзи
- Люпен III Эпизод 0: Первый контакт (спецвыпуск 14) — Детектив Джордж
- Spiral: Suiri no Kizuna — Танирайдзо Сиранага
- История юного Ханады — Отец Син

2003
- Технолайз — Исогай
- Театр Румико Такахаси — Рассказчик (эп. 6)

2004
- Монстр — Доктор Рейх
- Самурай Чамплу — Яманэ-старший

2005
- Высь — Почтенный Титоку (эп. 9)
- Люпен III: Тактика Ангелов (спецвыпуск 17) — Дзингоро Хигаси

2009
- Заклинательница зверей Эрин — Хассон
- Летние войны — Мансукэ Дзинноути

2010
- Мобильный воин ГАНДАМ Единорог — Сайам Вист